# Сивас (вилает)
Сивас (на турски: Sivas) е вилает в Централна Турция. Административен център на вилаета е едноименния град Сивас. Вилает Сивас е с население от 810 989 жители (приб. оценка 2006 г.) и обща площ от 28 488 кв.км. Разделен е на 17 общини.

## Население
Численост на населението според преброяванията през годините:
| Година | Численост |
| 1990   | 766 821   |
| 2000   | 755 091   |
| 2011   | 627 195   |